# پائولا باربارا
پائولا باربارا (انگلیسی: Paola Barbara؛ ۲۲ ژوئیهٔ ۱۹۱۲ – ۲ اکتبر ۱۹۸۹) یک هنرپیشه اهل ایتالیا بود. 
از فیلم‌ها یا برنامه‌های تلویزیونی که وی در آن نقش داشته است می‌توان به مردی به نام اسلج، قرار ملاقات و روسینی اشاره کرد.